# Базиліка Святого Лаврентія в Дамасо
Бази́ліка Свято́го Лавре́нтія в Дама́со або Базиліка Сан-Лоренцо в Дамасо (лат. Sancti Laurentii in Damaso, італ. Basilica di San Lorenzo in Damaso) — католицька церква в Італії, в Римі. Має статус малої базиліки. Заснована 380 року папою Дамасієм I (Дамасо) на місті його приватного будинку. Названа на честь святого Лаврентія (Лоренцо). Титулярними очільниками церкви є кардинали-священники, що носять відповідний титул (лат. Titulus S. Laurentii in Damaso).

## Опис
У XV столітті Донато Браманте за замовленням кардинала Раффаеля Ріаріо провів реконструкцію церкви разом з прибудованим до неї Палаццо Канчеллерія. У XVIII столітті проведено наступну реконструкцію будівлі Джузеппе Валідіє. Остання реконструкція проведена після пожежі 1944 року.
Перша каплиця з правої сторони у середині церкви прикрашена картиною Діви Марії з святими Філіппо Нері та Миколаєм роботи Себаст'яно Конка та настельною фрескою зі святим Миколаєм роботи Джанквінто Коррадо. У каплиця з лівої сторони знаходиться картина роботи Вінченцо Берреттіні — таємна вечеря.
Церковна нава прикрашена скульптурами святих Франціска Ксав'єра та Карла Борромея роботи Стефано Мадерно. Пресвітерій був перероблений Лоренцо Берніні і прикрашений картиною роботи Федеріко Цуккарі. У лівій від пресвітерія каплиці знаходяться роботи П'єтро да Кортона створені з 1635 по 1638 роки.
Вхід у церкву через правий портал Палаццо Канчеллерія.

## Кардинали
Кардинали-священики церкви святого Лаврентія в Дамасо:
- від 21 лютого 1998: Антоніо-Марія Роуко-Валера, архієпископ Мадридський.